# Titularerzbistum Martyropolis
Martyropolis (ital.: Martiropoli) ist ein Titularerzbistum bzw. bis 1932 Titularbistum der römisch-katholischen Kirche.
Es geht zurück auf ein früheres Bistum der gleichnamigen antiken Stadt in der römischen Provinz Mesopotamia  in der Türkei. 
| Titularbischöfe von Martyropolis |                                             |                                                      |                    |                   |
| Nr.                              | Name                                        | Amt                                                  | von                | bis               |
| 1                                | Cristobal de Almeida OESA                   | Weihbischof in Lissabon (Portugal)                   | 16. November 1671  | 26. Oktober 1679  |
| 2                                | Jan Mikołaj Zgierski                        | Weihbischof in Vilnius (Litauen)                     | 2. Januar 1696     | 25. Januar 1706   |
| 3                                | Francesco Martinengo                        |                                                      | 19. Oktober 1711   | 1750              |
| 4                                | Fabian Franziszek Pląskowski                | Weihbischof in Chelmno (Polen)                       | 25. Mai 1750       | 18. Februar 1784  |
| 5                                | Józef Korytowski                            | Weihbischof in Gniezno-Poznań (Polen)                | 26. September 1785 | 11. Juni 1790     |
| 6                                | Michał Mateusz Kosmowski                    | Weihbischof in Gniezno (Polen)                       | 26. September 1791 | 11. Oktober 1804  |
| 7                                | John Charles Prince                         | Koadjutorbischof von Montréal (Kanada)               | 5. Juli 1844       | 8. Juni 1852      |
| 8                                | Joseph William Hendren OFM                  | emeritierter Bischof von Nottingham (Großbritannien) | 23. Februar 1853   | 14. November 1866 |
| 9                                | Gusztáv Károly Majláth                      | Koadjutorbischof von Siebenbürgen (Ungarn)           | 1. März 1897       | 1. Juli 1897      |
| 10                               | José Ramón Astorga Salinas                  | Weihbischof in Santiago de Chile (Chile)             | 22. Juni 1899      | 1. Dezember 1906  |
| 11                               | António Alves Ferreira                      | Koadjutorbischof von Viseu (Portugal)                | 19. Dezember 1907  | 2. Juli 1911      |
| 12                               | Gyözö Horváth                               | Weihbischof in Kalocsa (Ungarn)                      | 26. März 1912      | 19. Dezember 1944 |
| 13                               | Joseph Ghanima                              | Weihbischof in Babylon (Irak)                        | 29. April 1946     | 21. Juni 1948     |
| 14                               | Basile Vladimir Ladyka OSBM                 | Apostolischer Exarch von Manitoba (Kanada)           | 21. Juni 1948      | 1. September 1956 |
| 15                               | João Resende Costa SDB (João Rezende Costa) | Koadjutorerzbischof von Belo Horizonte (Brasilien)   | 19. Juli 1957      | 15. November 1967 |

## Weblink
- Eintrag zu Martyropolis auf catholic-hierarchy.org